# Swazi (volk)
De Swazi zijn een Ngunivolk in Zuidelijk Afrika. Zij leven voornamelijk in Zuid-Afrika en Swaziland. Hun taal, het Swazi behoort tot de Bantoetalen.

## Geschiedenis
De Swazi zouden in de 16e eeuw vernoemd zijn naar koning Mswati I. Tijdens de Mfecane vluchtten de Swazi onder koning Sobhuza I voor de toorn van de Zoeloekoning Shaka naar het huidige Swaziland.
Afrikaners · Anglo-Afrikanen · Aziaten (Chinezen en Indiërs) · Basotho · Griekwa · Kaap-Maleiers · Kleurlingen · Khoisan · Pedi · Tsonga · Swazi · Tswana · Venda · Xhosa · Zoeloes · Zuid-Ndebele